# Christoph Baumgartner
Christoph Baumgartner, född 1 augusti 1999, är en österrikisk fotbollsspelare som spelar för RB Leipzig. Han representerar även Österrikes landslag.

## Karriär
Den 23 juni 2023 värvades Baumgartner av RB Leipzig, där han skrev på ett femårskontrakt.